# Periplaneta atemeleta
Periplaneta atemeleta är en kackerlacksart som beskrevs av Karlis Princis 1966. Periplaneta atemeleta ingår i släktet Periplaneta och familjen storkackerlackor. Inga underarter finns listade i Catalogue of Life.